# ستانلي برانين
ستانلي برانين. (بالإنجليزية: Stanley Pranin)، ولد 24 يوليو 1945، هو ناشر أمريكي ورئيس تحرير مجلة أيكيدو (سابقا أيكي الأخبار) التي أنشئت في 1974.
وباحث وحافظ أرشيف تاريخ الأيكيدو، مؤلف وناشر لعدة كتب ومئات المقالات حول الأيكيدو ودايتو ريو أيكي جوجيتسو، موريهيه أويشيبا، مؤسس الأيكيدو، وتلامذته.
طول مساره المهني وظهوره الفعال على شبكة الانترنت ووسائل الإعلام الاجتماعية لبرانين جعلت له تأثيرا كبيرا في عالم الأيكيدو.
متعدد اللغات، فهو يجيد اللغة اليابانية والاسبانية والفرنسية والإيطالية، بالإضافة إلى اللغة الإنجليزية.
لعدة سنوات، أهمية بحوث برانين، معترف بها على نحو واجب في جميع أنحاء مجتمع عالم الأيكيدو.
كثير من الباحثين والكتاب الآخرين - إلى حد كبير، تقريبا جميع المساهمين في ويكيبيديا على الأيكيدو، ومواضيع الأيكيدو وما إتصل به على الأقل ذاكرة الأستاذية.
شوهدت وأعترف بالمراد الموجودة ووضعت متاحة بواسطة برانين من خلال أيكي أخبار / أيكيدو مجلة. وفي الآونة الأخيرة، غيوم إيرار، مؤلف سيرة ذاتية على على الإنترنت كيشوماري أيوشيبا نجل المؤسس، كتب هذا التقييم من أهمية برانين للأيكيدو البحوث التاريخية وعمله: «أنا ممتن جدا للسيد ستانلي برانين والعلاقات العامة. بيتر للعمل الرائع التي أنتجت على مر السنين والتي بدونها لا يمكن أن يكتب هذه السيرة. أريد أيضا التوجه بخالص الشكر لهم لإعطائي معلومات مفيدة كلما لدي سؤال».
في الأصل؛ برانين بدأ ممارسة أسلوب أيكيدو يوشينكان في كاليفورنيا في عام 1962، الذي حُول في ما بعد أيكيكاي. خلال الستينات والسبعينات، كان يدرس الأيكيدو في عدة أماكن في ولاية كاليفورنيا. في عام 1974 أسس مجلة أيكي الأخبار، وفي عام 1977 انتقل إلى اليابان، حيث بقي لمدة 20 عاما. هناك استمر في نشر صحيفته، بلغتين: اليابانية والإنجليزية. أيكي أخبار تطورت بعدها إلى مجلة أيكيدو، الذي هو اليوم منشور ويب يوفر عدد كبير من المصادر تتضمن الأيكيدو ديتو-ريو، والمواضيع المتصلة بها.

## وصلات داخلية
- ستانلي برانين

## روابط خارجية
- aikidojournal
- Aikicam - Stanley PRANIN